# فرزاد فرخ
فرزاد فرخی‌فرد شیرازی با نام هنری فرزاد فرخ (زادهٔ ۲ بهمن ۱۳۶۸) خواننده، آهنگساز، ترانه‌سرا، تنظیم‌کننده و نوازندهٔ موسیقی پاپ اهل ایران است.

## زندگی
فرزاد فرخ در ۲ بهمن ۱۳۶۸ در شیراز متولد شد. پدرش اهل شیراز و مادرش اهل آبادان است. فرزاد فرخ فرزند آخر خانواده است، او یک خواهر بزرگتر از خود و دو برادر دارد.
او هم‌اکنون در شهر تهران زندگی می‌کند و یک دهه را در آبادان گذرانده است. او یک مدت را هم فوتبالیست بود و حتی به تیم منتخب آبادان هم دعوت شده بود. وقتی که او ۶ سال داشت، پدرش سکته مغزی کرد و ناتوان از کار شد، او و دو برادرش با هم کار می‌کردند. در شروع کار، او دم مدرسه‌ها بستنی می‌فروخت و مدتی را به عنوان یک کودک کار فعالیت می‌کرد. او در ۱۹ سالگی پدر خود را از دست داد.

## فعالیت هنری
او از سال ۱۳۸۰ به کلاس‌های گیتار می‌رفت و از آنجا موسیقی را شروع کرد. از سال ۱۳۸۴ شروع به تحصیل در زمینهٔ موسیقی کرد؛ و از سال ۱۳۸۸ آهنگسازی را به‌طور حرفه‌ای شروع کرد. اولین قطعهٔ رسمی او، «تو سرتری» نام داشت که در اردیبهشت سال ۱۳۹۳ منتشر شد. او با یک قرارداد انحصاری وارد شرکت فرهنگی هنری آوازی نو به مدیریت حسن اردستانی شد و از آن موقع تاکنون زیر نظر این شرکت فعالیت می‌کند. وی با همکاری دوستش امیرعلی هدایت‌زاده، دو قطعه با نام‌های «هوای تو» و «لبخند» را در استودیوی شخصی خود در خانهٔ خودش تولید کرد و در کانال تلگرام خود انتشار داد؛ که قطعهٔ «هوای تو» با استقبال فراوانی روبرو شد و در نتیجه او به شهرت دست یافت. اولین آلبوم رسمی او در ۳ فروردین ۱۳۹۸ به نام «انرژی مثبت» منتشر شد. او در اسفند ۱۳۹۸، تیتراژ برنامهٔ «فرمول یک» که علی ضیا مجری آن بود را اجرا کرد.

## کنسرت‌ها
نخستین کنسرت رسمی فرزاد فرخ در ۷ اردیبهشت ۱۳۹۸ در سالن همایش میلاد نمایشگاه بین‌المللی تهران برگزار شد؛ که این برنامه حدود ۸ هزار نفر تماشاگر داشت.
اجرای سوم از روز دوم کنسرت او در بجنورد با حکم دادستان استان خراسان شمالی لغو گردید. یک مقام مسئول، علت لغو این کنسرت را تذکر دادن پلیس به عدم رعایت «شئونات اسلامی» و «نظم و انضباط» اعلام کرده است.
او طی روزهای ۹، ۱۱ و ۱۳ فروردین ۱۳۹۹، کنسرت‌های آنلاین را برگزار کرد؛ که هدف از برگزاری این اجراها روحیه دادن به مردم و کادر درمانی و قدردانی از کادر درمانی در دوران کرونا بود. طبق گفته‌های مؤسسهٔ آوازی نو، این اجراها در مجموع حدود ۲ میلیون و ۷۰۰ هزار نفر بیننده داشته است.

## آهنگسازی
او ترانه‌سرا و آهنگساز قطعهٔ «حس عاشقی» از حامد همایون بوده است. و همچنین آهنگساز و تنظیم‌کنندهٔ قطعهٔ «زمستون» از محمد شریفات بوده است.

## ترانه‌شناسی

### آلبوم‌ها

#### انرژی مثبت
| شماره | نام ترانه    | ترانه‌سرا  | آهنگساز   | تنظیم‌کننده    |
| ----- | ------------ | --------- | --------- | ------------- |
| ۱     | عاشق خجالتی  | فرزاد فرخ | فرزاد فرخ | مهرشاد خنج    |
| ۲     | ای جان       | فرزاد فرخ | فرزاد فرخ | فرشاد فارسیان |
| ۳     | حس بی‌خیالی   | فرزاد فرخ | فرزاد فرخ | فرشاد فارسیان |
| ۴     | انرژی مثبت   | فرزاد فرخ | فرزاد فرخ | فرشاد فارسیان |
| ۵     | دردانه       | فرزاد فرخ | فرزاد فرخ | مهرشاد خنج    |
| ۶     | قلبم باهاته  | فرزاد فرخ | فرزاد فرخ | فرشاد فارسیان |
| ۷     | خواب         | فرزاد فرخ | فرزاد فرخ | فرشاد فارسیان |
| ۸     | دیوونه برگرد | فرزاد فرخ | فرزاد فرخ | فرشاد فارسیان |

### تک‌آهنگ‌ها
| شماره | تاریخ انتشار    | نام ترانه      | ترانه‌سرا       | آهنگساز        | تنظیم‌کننده         |
| ----- | --------------- | -------------- | -------------- | -------------- | ------------------ |
| ۱     | ۶ اردیبهشت ۱۳۹۳ | تو سرتری       | فرزاد فرخ      | فرزاد فرخ      | امیرعلی هدایت زاده |
| ۲     | ۲۱ دی ۱۳۹۵      | عشقم           | فرزاد فرخ      | فرزاد فرخ      | فرزاد فرخ          |
| ۳     | ۲۲ شهریور ۱۳۹۶  | هوای تو        | فرزاد فرخ      | فرزاد فرخ      | امیرعلی هدایت زاده |
| ۴     | ۲۴ آذر ۱۳۹۶     | لبخند          | فرزاد فرخ      | فرزاد فرخ      | میلاد ماوی         |
| ۵     | ۲۹ دی ۱۳۹۶      | دیوار          | فرزاد فرخ      | فرزاد فرخ      | امیرعلی هدایت زاده |
| ۶     | ۱۶ اسفند ۱۳۹۶   | گل قرمز        | فرزاد فرخ      | فرزاد فرخ      | میلاد ماوی         |
| ۷     | ۲۳ تیر ۱۳۹۷     | اهل عاشقی      | فرزاد فرخ      | فرزاد فرخ      | عباس بنازاده       |
| ۸     | ۲۶ مهر ۱۳۹۷     | دیوانگی        | فرزاد فرخ      | فرزاد فرخ      | امیرعلی هدایت زاده |
| ۹     | ۱۲ دی ۱۳۹۷      | رؤیای من       | فرزاد فرخ      | فرزاد فرخ      | فرشاد فارسیان      |
| ۱۰    | ۵ اسفند ۱۳۹۷    | دیوونه برگرد   | فرزاد فرخ      | فرزاد فرخ      | فرشاد فارسیان      |
| ۱۱    | ۲۴ اسفند ۱۳۹۷   | دردانه         | فرزاد فرخ      | فرزاد فرخ      | مهرشاد خنج         |
| ۱۲    | ۳ آبان ۱۳۹۸     | عاشقم باش      | فرزاد فرخ      | فرزاد فرخ      | هومن نامداری       |
| ۱۳    | ۲۴ بهمن ۱۳۹۸    | دیوانه جان     | امین همه‌خانی   | امین همه‌خانی   | مجید قدیانی        |
| ۱۴    | ۲۶ اسفند ۱۳۹۸   | دزدیدی قلبمو   | فرزاد فرخ      | فرزاد فرخ      | امیر ارشیا         |
| ۱۵    | ۲۹ تیر ۱۳۹۹     | شاپرک          | منصور فرهادیان | منصور فرهادیان | عباس بنازاده       |
| ۱۶    | ۲۰ شهریور ۱۳۹۹  | دچار           | فرزاد فرخ      | فرزاد فرخ      | فرزاد فرخ          |
| ۱۷    | ۱۰ آبان ۱۳۹۹    | گل مهتاب       | فرزاد فرخ      | فرزاد فرخ      | بهنام میرزایی      |
| ۱۸    | ۲ بهمن ۱۳۹۹     | عاشقت می‌مانم   | فرزاد فرخ      | فرزاد فرخ      | بهنام میرزایی      |
| ۱۹    | ۲۰ اسفند ۱۳۹۹   | چشم آهو        | منصور فرهادیان | منصور فرهادیان | بهنام میرزایی      |
| ۲۰    | ۲۳ خرداد ۱۴۰۰   | عشق معصومانه   | فرزاد فرخ      | فرزاد فرخ      | بهنام میرزایی      |
| ۲۱    | ۸ مرداد ۱۴۰۰    | رسم عشق        | فرزاد فرخ      | فرزاد فرخ      | بهنام میرزایی      |
| ۲۲    | ۱۴ آبان ۱۴۰۰    | دلبر خوش مهارت | منصور فرهادیان | منصور فرهادیان | بهنام میرزایی      |
| ۲۳    | ۱۸ اسفند ۱۴۰۰   | بعد تو         | فرزاد فرخ      | فرزاد فرخ      | مجید رضوی          |
| ۲۴    | ۲۹ اسفند ۱۴۰۰   | چشمای رنگی     | فرزاد فرخ      | فرزاد فرخ      | بهنام میرزایی      |
| ۲۵    | ۱۵ دی ۱۴۰۱      | فرش قرمز       | مهسام جعفری    | احسان رایا     | مهرشاد             |
| ۲۶    | ۲۱ خرداد ۱۴۰۲   | عشق یعنی       | حدیث دهقان     | فرزاد فرخ      | بهنام میرزایی      |
| ۲۷    | ۲ مهر ۱۴۰۲      | دو آتیشه       | فرزاد فرخ      | فرزاد فرخ      | آرشام غفوری        |
| ۲۸    | ۲۷ آبان ۱۴۰۲    | امضای عشق      | فرزاد فرخ      | فرزاد فرخ      | مهرشاد خانی        |
| ۲۹    | ۲۸ اسفند ۱۴۰۲   | شاهکار خدا     | فرزاد فرخ      | فرزاد فرخ      | بهنام میرزایی      |
| ۳۰    | ۲۸ شهریور ۱۴۰۳  | قله عشق        | فرزاد فرخ      | فرزاد فرخ      | بهنام میرزایی      |